# 1096
Cette page concerne l'année 1096  du calendrier julien.
L'année 1096 est une année bissextile qui commence un mardi.

## Événements
- 26 janvier : les croisés enferment les Juifs de Rouen dans une église et exterminent sans distinction d'âge ou de sexe tous ceux qui refusent le baptême[1].
- 10 février : Urbain II est à Angers pour y consacrer l'église Saint-Nicolas. Il demande à Robert d'Arbrissel de prêcher la première croisade en Anjou[2].
- 12 avril : la croisade des pauvres, ou croisade populaire, arrive à Cologne[3].
- 3 mai : premiers massacres de Juifs par les croisés. Les hommes d'Emich de Leiningen massacrent les Juifs le 3 mai à Spire, le 18 à Worms et du 25 au 28 mai à Magenza (Mayence). Des pogroms perpétré par les bandes menées par le prêtre Folkmar ont lieu à Metz, Ratisbonne (juin) et Prague (30 mai). À Trèves les persécutions commencent après le départ de Pierre l'Ermite[4].
- 24 mai : consécration de l'autel et d'une partie de l'église Saint-Sernin de Toulouse par le pape Urbain II[5].
- 29 mai : les Juifs de Cologne quittent la ville où se cachent dans des maisons chrétiennes à l'annonce des massacres de Spire, de Worms et de Mayence[6]. À leur arrivée les croisés massacrent les fuyards dans les villages environnants, Neuss (24 juin), Wevelinghoven (25 juin), Ellen (26 juin), Wanten (27 juin) et Moers (29 juin)[4]…
- 1er juin : massacre des Juifs à Trèves ; ils reçoivent la protection de l'archevêque Egilbert moyennant leur conversion[7].
- 16 juin : afin de partir en croisade, Baudouin II de Hainaut vend son château de Couvin au prince-évêque de Liège, Otbert. Godefroy de Bouillon aurait fait de même son domaine de Bouillon[8].
- 26 juin : pillage de la ville de Belgrade par la croisade populaire.
- 28 juin : Urbain II est à Maguelone[9].
- 20 juillet : 
  - Attaque de Kiev par les Coumans qui sont victorieux[10].
  - La croisade populaire conduite par Gautier Sans-Avoir arrive à Constantinople, suivie par la troupe conduite par Pierre l'Ermite (1er août). Le 7 août, elle est transportée en Asie Mineure par les navires byzantins[3].
- 15 août : date fixée par le pape pour le départ de la croisade[11].
- 19 septembre : Règlement de Pavie. Urbain II interdit aux femmes et aux trop jeunes de se croiser[12].
- 29 septembre - 17 octobre : un contingent allemand et italien de la croisade populaire, mené par un certain Reinald, est assiégé par les Seldjoukides à Xerigordon, près de Nicée ; les croisés assoiffés se rendent au bout de huit jours et sont tués ou capturés[3].
- 21 octobre : la croisade populaire est massacrée à Civitot par les Seldjoukides de Rum et les rares survivants sont ramenés à Constantinople par les Byzantins. Au même moment (fin octobre), les troupes de Raymond de Toulouse partent pour Constantinople[3].
- Novembre : les troupes de Bohémond de Tarente traversent l'Adriatique. Elles atteignent Castoria le 25 décembre[3].
- 11 novembre : Othon devient comte de Habsbourg à la mort de Werner le Pieux[13].
- 19 novembre : Pierre Ier d'Aragon remporte la bataille d'Alcoraz. Il conquiert Huesca.
- 5 décembre : Raimond Béranger III (1082-1131) devient seul comte de Barcelone après l'abdication de son oncle Bérenger Raymond II le Fratricide[14].
- 23 décembre : arrivée de Godefroy de Bouillon à Constantinople, peu après Hugues de Vermandois qui est retenu par l'empereur Alexis[15]. Les croisés sont contraints de prêter serment d'allégeance à l'empereur byzantin[11].

- Anne Dalassène est progressivement dessaisie de tous les pouvoirs qu'elle exerçait par son fils Alexis Ier Comnène. Elle se retire au monastère du Pantépoptès[16].

- Le Saljûqide Sanjar, le plus jeune fils de Malik Shah Ier obtient le gouvernement du Khorasan (fin en 1157)[17].
- Le roi du Danemark Erik Ejegod se rend à Rome pour discuter de l'établissement de l'archevêché de Lund et de la canonisation de son frère Knut[18].
- Institution des dîmes en Islande[19], qui assure l’indépendance financière de l’Église par rapport aux godhar. Le quart des dîmes versées par les propriétaires va au godhi, propriétaire de l’église locale. Le reste sert à couvrir les frais d’entretien des prêtres et le fonctionnement de l’évêché.